# エフエムとなみ

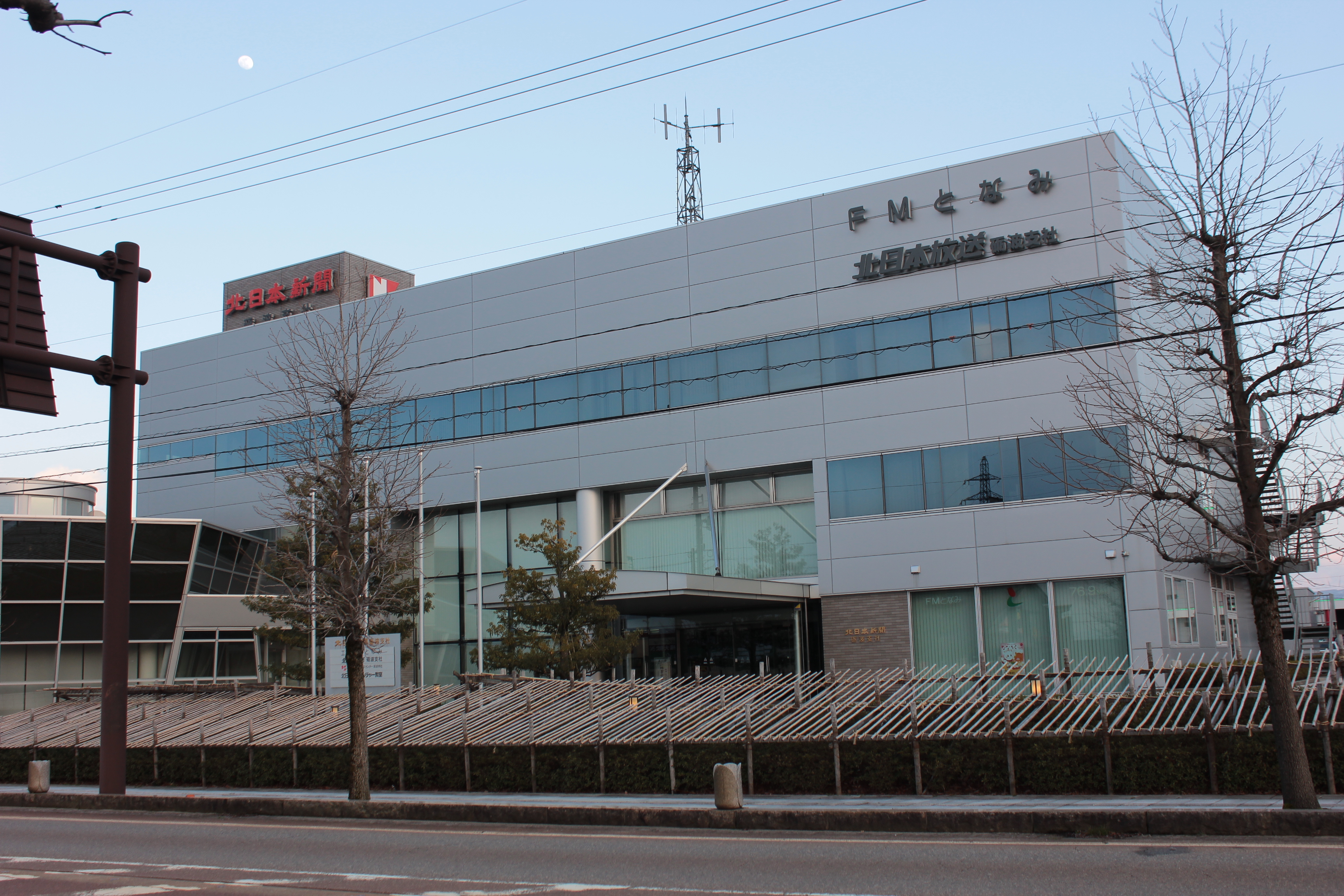
エフエムとなみ、北日本新聞社と北日本放送の砺波支社と同一の建物に入居している。

株式会社エフエムとなみは、富山県砺波市、南砺市、小矢部市の各一部地域を放送区域として超短波放送（FM放送）を行っている特定地上基幹放送事業者である。同一の愛称でコミュニティ放送（コミュニティFM）を行っているが、公式ウェブサイトなどではFMとなみと表記する場合がある。

## 概要
富山県の地方紙である北日本新聞系列の放送局であるが、砺波市などをサービスエリアとするケーブルテレビ局のとなみ衛星通信テレビの関連会社となっている。
自社制作番組以外では、隣接エリアのラジオたかおかと同様ミュージックバードの番組を放送。かつてはJ-WAVEの番組も放送されていた。また、月曜～金曜の朝ワイドは、開局以来富山シティエフエムの番組をネットしている。放送開始起点は5時で、毎日24時間放送を行っている。
2014年11月1日、JCBAインターネットサイマルラジオでの再送信を開始。

## 放送局データ
- 本社・演奏所：富山県砺波市太郎丸2丁目129番地 北日本新聞砺波支社内
  - 中継局はなく、本社所在地が送信所となっている。
- 設立：2000年（平成12年）12月20日
- 開局：2001年（平成13年）4月25日（開局式典はとなみチューリップフェアの会場で実施）[1][2][3]
- 株主構成（2020年時点）[6]：となみ衛星通信テレビ 40.2%、ティエスティテクノ（となみ衛星通信テレビの関連会社） 20.0%、北日本新聞社 19.8%
- コールサイン：JOZZ5AH-FM
- 周波数：76.9MHz[1]
- 送信出力：20W[1]

## 主な番組
2023年時点。現在の番組の詳細は、公式サイトの番組情報一覧またはタイムテーブルを参照。

### 自社制作番組
◎印は再放送が設定されている番組。
月曜日 - 金曜日
曜日の記載がないものは月曜日から金曜日の放送。
- 北日本新聞ニュース・天気予報（12:00・17:05）
- HAPPY SHOWER （11:00 - 13:00）
  - アラカルとなみ（12:20 - 12:40）◎
- 76.9（ななろく）らいぶ（17:00 - 17:30）
- しあわせの黄色いトラック（第1月曜日 15:00 - 15:30）
- POPSおやじのミュージックマシンガン （月曜日 19:00 - 19:30）◎
- こころの世界（火曜日 6:15 - 6:30）◎
- ギタリスト垣田堂のカキタイムズ（第1・第3火曜日 10:30 - 11:00）◎
- 寅のキトキトロックンロールレディオ（第2・第4火曜日 10:30 - 11:00）◎
- 青春の詩（火曜日 18:00 - 18:30）◎
- IMANO TALK RADIO（水曜日 7:30 - 7:45）◎
- ブラぶらBanバン!（水曜日 18:30 - 19:00）◎
- 中沖いくこの虹色クラシック（金曜日 19:00 - 19:55）◎

土曜日・日曜日
- 本との出会い（土曜日 7:00 - 7:45）◎
- ナカハチのがんばらにゃあかんが!（土曜日 7:45 - 8:00）◎
- 土曜はひねもすラヂオ（土曜日 11:00 - 13:00） - となみ衛星通信テレビのTST091chと同時放送。
- FUNFUN出張版（隔週土曜日 18:00 - 18:30）
- お茶の間トーク（日曜日 10:00 - 11:00）◎

### ネット受け番組
富山シティエフエム
- ものしり富山学（月曜日 - 金曜日 7:45 - 8:00）
- モーニングCity（月曜日 - 金曜日 8:00 - 9:00） - 祝日は休止。
- 塚原豊治のオールディーズ（水曜日 14:00 - 15:00）◎
- よしもとかよ 日々是好日（木曜日 14:00 - 15:00）◎
- JAZZ City（月曜日 13:00 - 14:00）

### 特別番組
- 富山民放ラジオ7局ネット 防災スペシャル（9月1日または9月2日以降の平日 9:00 - 11:00）[7][8]
  - 北日本放送（KNBラジオ）・富山エフエム放送（FMとやま）・富山シティエフエム（City-FM）・新川コミュニティ放送（ラジオ・ミュー）・エフエムいみず・ラジオたかおかとの共同制作。JCBAインターネットサイマルラジオ・SimulRadio（ラジオ・ミューのみ）のほか、KNBラジオ・FMとやまを通じてradikoでも配信される。

## 主なパーソナリティ
2023年時点。
- 高信静枝
- 中島有希永
- 村田知枝美
- 井上大祐
- コンパス
- タナベマサキ
- 仲八郎
- 古井裕人